# Теренций из Пезаро
Теренций (ок. 210 года, Паннония — 24 сентября 247 года, Пезаро) — святой епископ римский, священномученик. День памяти — 24 сентября.
Святой Теренций прибыл в Италию через Адриатическое море из-за того, что в Паннонии произошли некоторые гонения. Он почитается  покровителем города Пезаро, в котором, согласно преданию, он проходил епископское служение.
Сведения о святом Терентии по большей части происходят из поздней пассии, дошедшей до наших дней через древний кодекс, ныне утерянный, хранившийся в монастыре в Фоссомброне.
Тело святого хранится в соборе Пезаро.